# Belfair (Washington)
 (septembre 2022).
Belfair  est une census-designated place américaine de l'État de Washington dans le comté de Mason. 
La population était de 3 931 habitants en 2010.